# Найджъл Марвин
Найджъл Марвин (на английски: Nigel Marven) е британски естественик, орнитолог, продуцент и писател. Известен е с многото си научни филми и сериали от 1982 година насам. В България са излъчени следните негови сериали: „Праисторически парк“ и „Найджъл Марвин: Ловци на отрова“ по bTV и „Дивият свят на Найджъл Марвин“ по Диема.
Неговите изследвания са нетрадиционни и уникални, за което е сравняван със Стив Ъруин. Динозаврите са най-известното нещо, с което е свързван. Той е направил за тях поредиците „В света на динозаврите“, „Преследван от динозаври“ и „Праисторически парк“.

## Биография
Работил е за Animal Planet, BBC и ITV.
През 2008 Найджъл бяга в Лондонския маратон за 4 часа и 4 минути, опитвайки се да спечели £ 20 000 за Британското общество за спасяване на китовете и делфините.

## Телевизионни филми
- Giants (1999)
- Shark Week (2000 onwards)
- Bloodsuckers (2000)
- Giant Creepy Crawlies (2001)
- Big Cats (2001)
- Nigel's Wild Wild World (2001 – 02)
- Rats (2002)
- Alligators (2002)
- Chased by Dinosaurs (2003)
  - A Walking with Dinosaurs' Special: The Giant Claw (2002)
  - A Walking with Dinosaurs' Special: Land Of Giants (2002)
- Sea Monsters: A Walking with Dinosaurs Trilogy (2003)
- Nigel Marvin Nature Specials (2007)
  - Anacondas (2003)
  - Piranhas (2003)
  - Bull Sharks (2004)
- Meerkats (2003)
- The Human Senses (2003)
- Chased by Sea Monsters (2003)
- Scream! If You Want to Get Off (2004)
- Nigel Marven's Animal Detectives (2005)
- Nigel Marven's Venom Hunters (2005)
- Rhinos (2006)
- Ugly Animals]] (2006)
- Prehistoric Park (2006)
- Penguin Week (2006)
- Micro Safari: Journey to the Bugs (2007)
- Killer Whale Islands (2007)
- Hider in the House (2007 – on Week 20)
- Arctic Exposure (2007) USA
- Polar Bear Week With Nigel Marven (2007) UK
- Jaguar Adventure with Nigel Marven (2008)
- Help! I'm No Bigger Than A Bug (2008)
- Primeval – Episode 3.4 (2009) UK
- Whale Adventure With Nigel Marven (2013) UK